# Enrique Jaso Roldán
Enrique Jaso Roldán (Marín 1904-1993)  fue un médico pediatra español creador del servicio de Pediatría en el Hospital La Paz de Madrid y director de la Inclusa de Madrid durante la guerra civil española.

## Trayectoria profesional
Inició sus estudios de medicina en la Universidad de Santiago de Compostela y terminó en 1926 la licenciatura en la Universidad de Madrid.
Presentó su tesis doctoral Contribución al estudio del metabolismo de los carbohidratos en las distrofias del lactante en la Universidad Central de Madrid y en 1931 fue ayudante de clases prácticas en la Cátedra de Patología General regentada por Roberto Novoa Santos.
Posteriormente fue profesor titular de la Escuela Profesional de Pediatría y Puericultura de Madrid llegando a ser Catedrático encargado de las clases de Pediatría.
Durante la guerra civil española fue nombrado director de la Inclusa de Madrid donde superó muchas penalidades.
En 1966 fue el fundador y primer jefe de servicio de Pediatría del Hospital La Paz de Madrid.

## Traslado de los niños de la Inclusa de Madrid
En los años de la guerra civil española le tocó vivir en primera persona algunos episodios relevantes.
En agosto de 1936, en plena guerra civil española con Madrid asediado, fue nombrado médico y, a la vez, director de la Inclusa de Madrid o, como se le llamaba oficialmente entonces Instituto Provincial de Puericultura.
La madrugada del 19 de noviembre de 1936 recibió la orden de proceder a la evacuación de todos los niños residentes (más de 1000 niños y madres) y su traslado con destino a las Colonias Infantiles de Valencia. El traslado resultó ser una odisea que duró 3 días. En Valencia se distribuyeron en distintos centros, según las instrucciones directas de la Ministra de Sanidad Federica Montseny (el gobierno republicano se había trasladado a Valencia a primeros de noviembre de 1936).
Al finalizar la guerra civil española Enrique Jaso fue apartado de la dirección de la Inclusa de Madrid. En 1940 fue sometido a un Expediente de Depuración político-social, que se revisó en febrero de 1956, fecha en la que se le repuso al servicio activo profesional.

## Fundación del Hospital Infantil La Paz, Madrid
En 1965 formó parte del grupo que impulsó la creación del Hospital Infantil La Paz, en Madrid.

## Otras actividades profesionales
- Presidió la Asociación de Pediatra Españoles (después Asociación Española de Pediatría) de 1960 a 1964.[4]